# Vinko Žitnik
Vinko Žitnik, slovenski orožnik in pesnik, * 27. marec 1903, Grosuplje, † 22. junij 1980, Buenos Aires.

## Življenje in delo
Do 1926 je pomagal očetu na kmetiji, nato je bil dve leti zaposlen na glavni pošti v Ljubljani, 1929 je nastopil službo orožnika, končal podčastniško šolo v Ljubljani in dosegel naredniški čin. Do 1941 je služboval v raznih krajih predvsem po slovenski štajerski. Po nemški zasedbi Štajerske 1941 je živel doma brez službe, aprila 1942 je prevzel tajniško mesto v občini Grosuplje, 1943 pa se je zaposlil pri ljubljanski policiji kot predavatelj. V Ljubljani je ostal do maja 1945, ko je odšel v begunstvo v Italijo. Italijani so ga internirali na Eolsko otočje, ga 1947 izpustili in še istega leta se je izselil v Argentino. V Buenos Airesu je do 1952 živel v različnih župnijah, potem služil pri lazaristih na Cachabami, od 1967 do upokojitve bil hišnik v Slovenski hiši na Ramón Falcónu. Leta 1977 se je preselil k bratu v Slovensko vas pri Buenos Airesu, kjer je ostal do smrti.
Žitnik je bil plodovit pisec posvetnih in nabožnih pesmi, v katerih je najti impresionistične in novoromantične prvine z značilnostmi ekspresionizma. Glavni motivi so vzeti iz duhovnega in posvetnega življenja na slovenskem podeželju (ljubezen, vera, pokrajina). Zaradi pomanjkanja formalne izobrazbe se je sam intenzivno izpopolnjeval. V Grosupljem je nastopal kot igralec in pisec deklamacij, napisal je tudi gledališko igro in jo sam režiral. Prvo pesem (Božja roka) je objavil 1928. V različnih listih je pesmi objavljal do 1941. V samozaložbi je izdal zbirko Pomlad (1937), ki je bila zelo dobro ocenjena. V begunstvu je 1946 objavljal pesmi v Svetu in domu, leposlovni prilogi Zedinjene Slovenije (Servigliario), po naselitvi v Argentino pa v slovenskem izseljenskem in zamejskem tisku v Argentini (Meddobje), Kanadi, Avstraliji, na Koroškem in Primorskem. V Antologiji slovenskega zdomskega pesništva (Buenos Aires, 1980) so izšle 4 njegove pesmi.
Žitnik je bil pesnik spretnih, gladkih oblik z veliko sposobnostjo doživljanja, njegova metrika in rima sta bili brezhibni, metaforika pa precej neizvirna. Vzore je iskal pri Prešernu, Jenku, Gregorčiču in Antonu Vodniku. Jezik je mestoma leporečen in spominja na slovensko moderno, drugod pa se približuje Jenku in ljudski pesmi.